# Price taker
Price taker è chi, in economia, non ha possibilità di fissare o influire sul prezzo di un bene o servizio che egli produce o acquista, a causa della presenza di condizioni di mercato che rendono impossibile o irrilevante qualsiasi strategia per tentare di fissare o modificare il prezzo stabilito da altri.

## Descrizione
Questa situazione si verifica qualora il price taker sia un operatore di mercato di piccole dimensioni, che controlla una quota di mercato (come venditore ma anche come acquirente) molto piccola perché il mercato è frammentato e diviso tra un gran numero di operatori, ognuno dei quali è nelle stesse condizioni di price taker, o per la presenza di una o più operatori di grandi dimensioni che controllano una quota rilevante di mercato.
In questi casi il compratore non ha il potere contrattuale per ottenere diminuzioni del prezzo di acquisto, mentre il venditore non ha il potere di alzare il prezzo perché perderebbe la clientela.